# Ana Rendón
Ana Rendón, född 10 mars 1986, är en colombiansk bågskytt. Hon deltog vid olympiska sommarspelen 2008, olympiska sommarspelen 2012 och olympiska sommarspelen 2016.